# Exultavit Cor Nostrum
Exultavit Cor Nostrum è una enciclica di papa Pio IX, pubblicata il 21 novembre 1851, con la quale il Pontefice, compiaciuto per i risultati ottenuti nel precedente Giubileo decreta un nuovo Giubileo.